# Museo del Teatro de Caesaraugusta

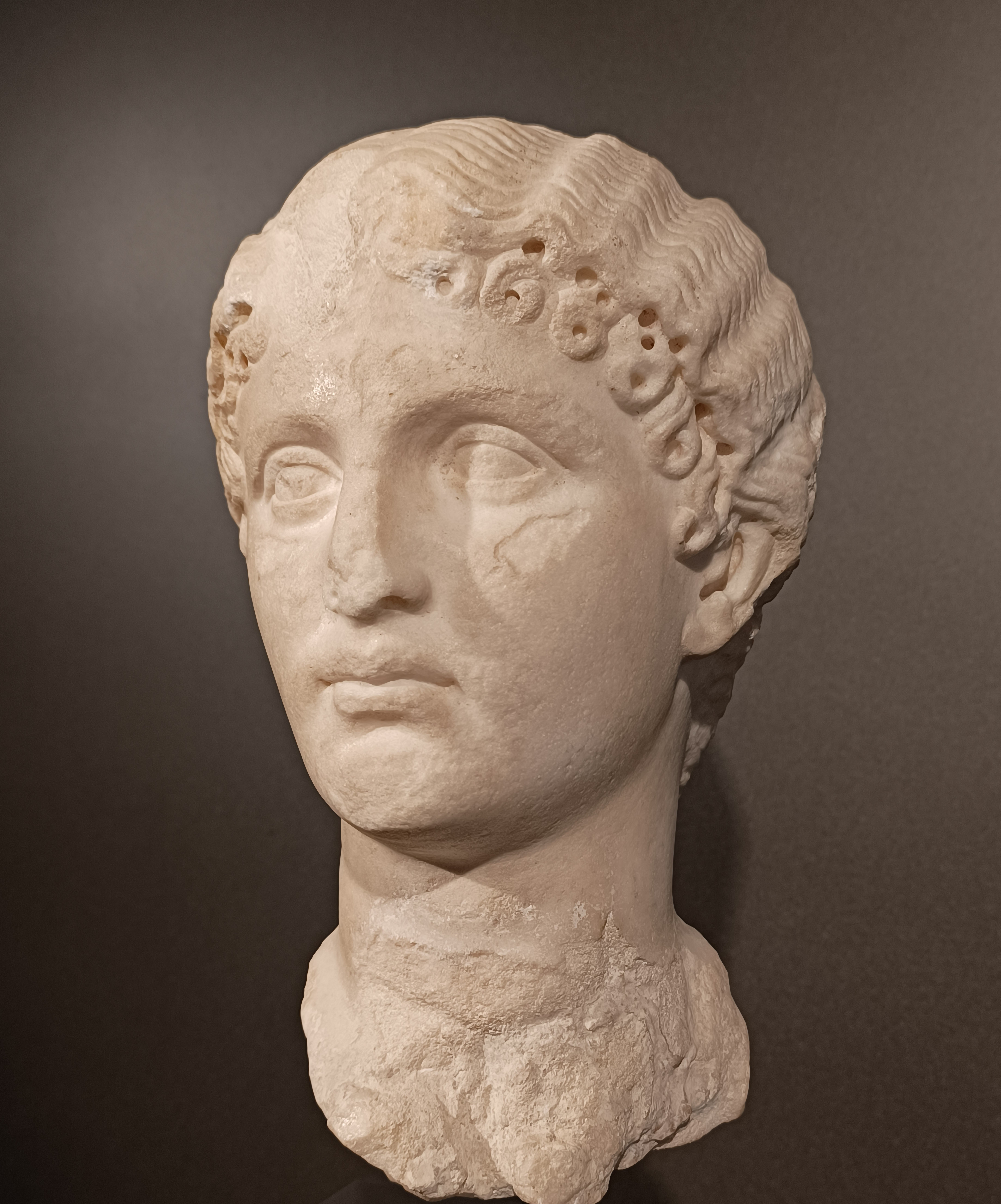
Cabeza de escultura de una joven del

El Museo del Teatro de Cesaraugusta es un espacio en el que se muestran las ruinas del antiguo teatro romano de Zaragoza (España) así como diversos restos arqueológicos y maquetas de dicha época. Está situado en la Calle San Jorge, n.º 12. Una parte de sus instalaciones ocupa solares correspondientes a importantes casonas de época medieval, renacentista y barroca; el conjunto monumental y expositivo se halla, por otra parte, enclavado en terrenos de la antigua judería zaragozana: por estas razones, el Museo aprovecha para integrar también, en una visión conjunta, interesantes restos y muestras de la historia de Zaragoza a través de las épocas antes mencionadas.

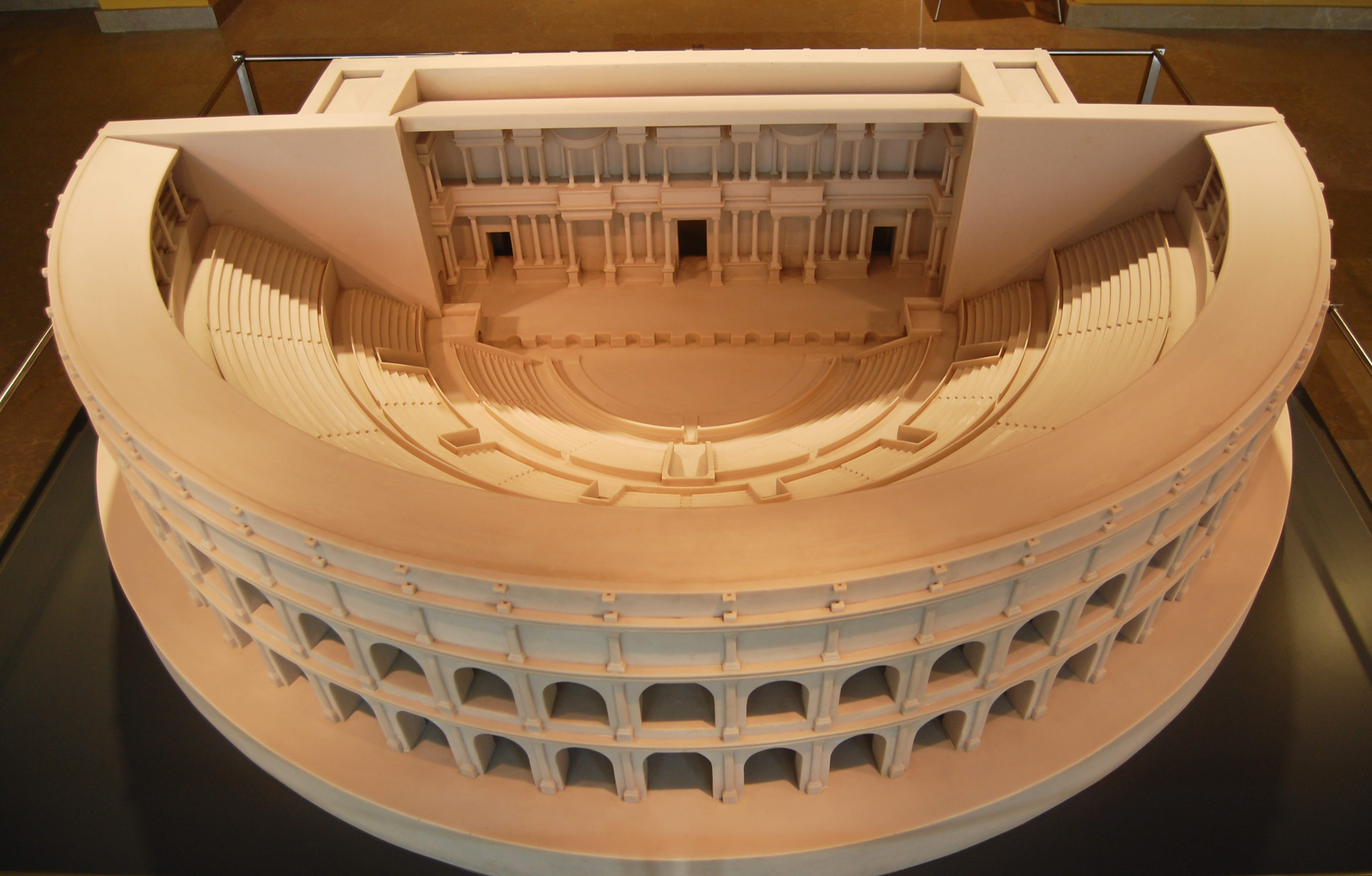
Maqueta del teatro en el museo.

El teatro romano de Caesaraugusta data del siglo I d. C. y con sus 7.000 metros cuadrados y 6.000 espectadores, se considera uno de los más grandes de la Hispania romana. Sus ruinas fueron descubiertas en 1972 gracias a un vecino que avisó al periódico local de la existencia de restos arqueológicos entre las obras de una construcción. 
Tras varios años de restauración y 12 millones de euros de inversión, la apertura del museo tuvo lugar en el año 2003. Actualmente, a través de unas pasarelas los visitantes pueden contemplar los restos de las gradas y el escenario que han sido protegidos por una gran cubierta traslúcida de policarbonato. Junto a los restos arqueológicos se ha rehabilitado un edificio, para albergar el Centro de Interpretación en el que se introduce al visitante a la historia del teatro y a los géneros dramáticos, vida social y política de la época.